# 耶律厮不
耶律 廝不（やりつ しぶ、Yelü Sibu、? - 1216年）は、金末に活躍した契丹人。東遼政権を立てた耶律留哥の弟にあたるが、耶律留哥から自立して後遼と呼ばれる勢力を立てたことで知られる。

## 生涯
1211年、モンゴル軍の侵攻を受けた金朝は内モンゴルの契丹人の寝返り、野狐嶺の戦いにおける惨敗によって長城以北の統制を失った。これ以上の契丹人の寝返りを恐れた金朝朝廷は遼西・遼東方面の契丹人への監視を強めたが、逆にこの対応に不満を抱いた耶律留哥が金軍を破り、モンゴル軍の助けを得て自立した。1213年3月、耶律留哥が「遼王」を称すると、耶律廝不はこれに次ぐ地位である「郡王」とされた。
1215年、東遼は金朝の東京（遼陽府）を陥落させて勢力を拡大したが、耶律留哥はモンゴル軍から派遣されてきた耶律可特哥が蒲鮮万奴の妻の李僊娥を娶ったことを非難したため、両者の仲は悪化しつつあった。また、耶律廝不は耶律留哥に皇帝を称するよう何度も勧めたが、耶律留哥はモンゴル帝国を刺激することを恐れてこれを辞退し、病と偽ってチンギス・カンの下を訪れ改めて忠誠を誓った。
チンギス・カンの信頼を得た耶律留哥は改めて使者を派遣し耶律可特哥を蒲鮮万奴の妻を娶った事を理由に拘禁しようとしたが、これを知った耶律可特哥は耶律廝不を味方に引き入れ、「耶律留哥は既に死んでいる」と偽って自立した。1216年、耶律乞奴・耶律金山・耶律青狗・耶律統古与らに推されて耶律廝不は皇帝号を僭称し、天威と改元した。耶律廝不は耶律留哥と同じく「遼」を国号としたが、この政権は耶律留哥の遼（東遼）などと区別するために、一般に「後遼」と呼ばれる。
皇帝を称した耶律廝不であったが、即位から僅か数カ月後に耶律青狗が裏切って金に降り、耶律廝不は耶律青狗によって殺されてしまった。『元史』耶律留哥伝には耶律廝不が皇帝を称していたのは僅か70日余りであったと伝えている。耶律廝不の没後は、それまで丞相の地位にあった耶律乞奴が監国となった。